# Le Souich
Le Souich é uma comuna francesa na região administrativa de Altos da França, no departamento de Pas-de-Calais. Estende-se por uma área de 5,11 km². Em 2010 a comuna tinha 166 habitantes (densidade: 32,5 hab./km²).